# Josef Höchsmann
Josef L. rytíř Höchsmann (Hoechsmann, 31. července 1792, Frankštát – 4. června 1859, Brno) byl římskokatolický kněz (vysvěcen 1815), profesor religionistiky a vyučování metody na filosofické fakultě olomouckého lycea a univerzity. V letech 1818–1829 byl vicerektorem arcibiskupského semináře v Olomouci, v roce 1827 byl i rektorem olomouckého lycea. Na sklonku života se stal kanovníkem brněnské kapituly a byl povýšen do rytířského stavu.